# Football Club Internazionale Milano 1978-1979
Questa voce raccoglie le informazioni riguardanti il Football Club Internazionale Milano nelle competizioni ufficiali della stagione 1978-1979.

## Stagione
Salutato l'addio di Facchetti con la vittoria della Coppa Italia, in veste di capitano fu scelto Bini; a rimpolpare l'organico giunsero Pasinato e Fontolan per la difesa, Beccalossi a centrocampo, Serena in avanti. Quest'ultimo, punta diciottenne relegata a rincalzo di Altobelli e Muraro,  bagnò con una rete l'esordio in Serie A, nel 4-0 casalingo contro la Lazio.

Il centrocampista Evaristo Beccalossi (in primo piano), tra i nuovi acquisti della Beneamata, in azione nel doppio confronto di Coppa delle Coppe contro il.

Il trionfo riportato l'anno prima in coppa nazionale valse il debutto nella Coppa delle Coppe, dove l'Inter raggiunse i quarti di finale venendo eliminata dal belga Beveren: nei turni precedenti la squadra di Bersellini aveva superato il maltese Floriana e il norvegese Bodo Glimt.
In campionato i nerazzurri si classificarono invece al quarto posto, con 8 lunghezze di ritardo dai concittadini del Milan: da segnalare il derby del 18 marzo 1979, terminato per 2-2 col rossonero De Vecchi autore di una doppietta in zona Cesarini. La compagine lombarda fu poi sconfitta dalla Juventus in Coppa Italia, esordendovi direttamente nei quarti in carica di campione uscente.

## Divise
Lo sponsor tecnico per la stagione 1978-1979 fu la Puma.
| Casa |

## Organigramma societario
Area direttiva
- Presidente: Ivanoe Fraizzoli
- Vicepresidente: Giuseppe Prisco e Angelo Corridori
- Consigliere delegato: Sandro Mazzola

Area tecnica
- Direttore Sportivo: Giancarlo Beltrami
- Allenatore: Eugenio Bersellini
- Allenatore in seconda e preparatore atletico: Armando Onesti

Area sanitaria
- Medico sociale: Mario Benazzi
- Massaggiatore: Giancarlo Della Casa

## Rosa
| N. |                   | Ruolo | Calciatore               |
| -- | ----------------- | ----- | ------------------------ |
|    | Italia (bandiera) | P     | Ivano Bordon (I)         |
|    | Italia (bandiera) | P     | Renato Cipollini         |
|    | Italia (bandiera) | D     | Giuseppe Baresi (II)     |
|    | Italia (bandiera) | D     | Graziano Bini (capitano) |
|    | Italia (bandiera) | D     | Nazzareno Canuti         |
|    | Italia (bandiera) | D     | Adriano Fedele           |
|    | Italia (bandiera) | D     | Silvano Fontolan (I)     |
|    | Italia (bandiera) | D     | Leonardo Occhipinti      |
|    | Italia (bandiera) | D     | Roberto Tricella         |

| N. |                   | Ruolo | Calciatore           |
| -- | ----------------- | ----- | -------------------- |
|    | Italia (bandiera) | C     | Evaristo Beccalossi  |
|    | Italia (bandiera) | C     | Odoacre Chierico     |
|    | Italia (bandiera) | C     | Gianpiero Marini     |
|    | Italia (bandiera) | C     | Gabriele Oriali      |
|    | Italia (bandiera) | C     | Giancarlo Pasinato   |
|    | Italia (bandiera) | C     | Alessandro Scanziani |
|    | Italia (bandiera) | A     | Alessandro Altobelli |
|    | Italia (bandiera) | A     | Carlo Muraro         |
|    | Italia (bandiera) | A     | Aldo Serena          |

## Risultati

### Serie A

#### Girone di andata
| Arbitro: | Ciulli (Roma) |

|  |           |            |
|  | Marcatori | 78’ Muraro |

| Arbitro: | Lattanzi (Roma) |

|              |           |                |
| Pasinato 31’ | Marcatori | 87’ Cacciatori |

| Verona 15 ottobre 1978 3ª giornata | Verona        | 0 – 0 | Inter | Stadio Marcantonio Bentegodi\| Arbitro: \| Longhi (Roma) \| |
| Arbitro:                           | Longhi (Roma) |       |       |                                                             |

| Milano 22 ottobre 1978 4ª giornata | Inter            | 0 – 0 | Catanzaro | Stadio San Siro\| Arbitro: \| Terpin (Trieste) \| |
| Arbitro:                           | Terpin (Trieste) |       |           |                                                   |

| Arbitro: | Menicucci (Firenze) |

|                               |           |                                        |
| Pulici 23’ Erba 52’ Iorio 80’ | Marcatori | 9’ Muraro 58’ Scanziani 70’ Beccalossi |

| Arbitro: | Bergamo (Livorno) |

|                                 |           |  |
| Oriali 80’ Altobelli 88’ (rig.) | Marcatori |  |

| Arbitro: | Michelotti (Parma) |

|             |           |  |
| Maldera 49’ | Marcatori |  |

| Arbitro: | Reggiani (Bologna) |

|                                                |           |  |
| Beccalossi 2’ Baresi 50’ Serena 53’ Oriali 67’ | Marcatori |  |

| Arbitro: | Lapi (Firenze) |

|                    |           |                        |
| Altobelli 11’, 46’ | Marcatori | 1’ Garritano 74’ Festa |

| Arbitro: | Redini (Pisa) |

|          |           |                         |
| Moro 26’ | Marcatori | 39’ Pasinato 50’ Muraro |

| Arbitro: | Pieri (Genova) |

|                |           |           |
| Boninsegna 37’ | Marcatori | 7’ Baresi |

| Milano 17 dicembre 1978 12ª giornata | Inter            | 0 – 0 | Lanerossi Vicenza | Stadio San Siro\| Arbitro: \| D'Elia (Salerno) \| |
| Arbitro:                             | D'Elia (Salerno) |       |                   |                                                   |

| Arbitro: | Menicucci (Firenze) |

|            |           |            |
| Pruzzo 20’ | Marcatori | 31’ Muraro |

| Arbitro: | Agnolin (Bassano del Grappa) |

|                          |           |  |
| Marini 15’ Altobelli 65’ | Marcatori |  |

| Arbitro: | Mattei (Macerata) |

|              |           |                |
| Desolati 63’ | Marcatori | 3’, 36’ Muraro |

#### Girone di ritorno
| Milano 28 gennaio 1979 16ª giornata | Inter             | 0 – 0 | Bologna | Stadio San Siro\| Arbitro: \| Bergamo (Livorno) \| |
| Arbitro:                            | Bergamo (Livorno) |       |         |                                                    |

| Arbitro: | Longhi (Roma) |

|                           |           |                          |
| Vannini 53’ Ceccarini 90’ | Marcatori | 19’ Altobelli 36’ Muraro |

| Arbitro: | Paparesta (Bari) |

|                                                    |           |  |
| Altobelli 20’, 40’ (rig.) Scanziani 32’ Muraro 50’ | Marcatori |  |

| Arbitro: | Menicucci (Firenze) |

|            |           |            |
| Groppi 71’ | Marcatori | 56’ Muraro |

| Milano 4 marzo 1979 20ª giornata | Inter         | 0 – 0 | Torino | Stadio San Siro\| Arbitro: \| Ciulli (Roma) \| |
| Arbitro:                         | Ciulli (Roma) |       |        |                                                |

| Napoli 11 marzo 1979 21ª giornata | Napoli               | 0 – 0 | Inter | Stadio San Paolo\| Arbitro: \| Barbaresco (Cormons) \| |
| Arbitro:                          | Barbaresco (Cormons) |       |       |                                                        |

| Arbitro: | Agnolin (Bassano del Grappa) |

|                          |           |                    |
| Oriali 50’ Altobelli 78’ | Marcatori | 80’, 89’ De Vecchi |

| Arbitro: | Mattei (Macerata) |

|                |           |               |
| Cantarutti 31’ | Marcatori | 34’ Altobelli |

| Arbitro: | Milan (Treviso) |

|  |           |            |
|  | Marcatori | 40’ Muraro |

| Arbitro: | Paparesta (Bari) |

|                      |           |          |
| Altobelli 13’ (rig.) | Marcatori | 71’ Ambu |

| Arbitro: | Barbaresco (Cormons) |

|                           |           |                |
| Baresi 55’ Beccalossi 58’ | Marcatori | 15’ Cuccureddu |

| Arbitro: | Michelotti (Parma) |

|  |           |            |
|  | Marcatori | 51’ Oriali |

| Arbitro: | Bergamo (Livorno) |

|                      |           |                         |
| Altobelli 70’ (rig.) | Marcatori | 27’ Pruzzo 35’ De Nadai |

| Arbitro: | Prati (Parma) |

|         |           |  |
| Piga 9’ | Marcatori |  |

| Arbitro: | Ciulli (Roma) |

|           |           |                        |
| Muraro 9’ | Marcatori | 18’ Sella 75’ Restelli |

### Coppa Italia
| Arbitro: | D'Elia (Salerno) |

|                                  |           |                      |
| Tardelli 29’ Brio 51’ Causio 89’ | Marcatori | 69’ (rig.) Altobelli |

| Arbitro: | Benedetti (Roma) |

|                   |           |  |
| Furino 70’ (aut.) | Marcatori |  |

### Coppa delle Coppe
| Arbitro: | Reeves |

|                   |           |                                |
| Xuereb 47’ (rig.) | Marcatori | 14’, 80’ (rig.), 90’ Altobelli |

| Arbitro: | Kouniaides |

|                                              |           |  |
| Muraro 32’, 70’ Chierico 34’ Fedele 69’, 90’ | Marcatori |  |

| Arbitro: | Bonnet |

|                                                   |           |  |
| Beccalossi 25’ Altobelli 58’, 60’, 86’ Muraro 89’ | Marcatori |  |

| Arbitro: | Foote |

|             |           |                                    |
| Hanssen 40’ | Marcatori | 45’ (rig.) Altobelli 56’ Scanziani |

| Milano 7 marzo 1979 Quarti di finale - Andata | Inter    | 0 – 0 | KSK Beveren | Stadio San Siro\| Arbitro: \| Lynemayr \| |
| Arbitro:                                      | Lynemayr |       |             |                                           |

| Arbitro: | Daina |

|              |           |  |
| Janssens 85’ | Marcatori |  |

## Statistiche
Statistiche aggiornate al 13 maggio 1979.

### Statistiche di squadra
| Competizione      | Punti | In casa | In casa | In casa | In casa | In casa | In casa | In trasferta | In trasferta | In trasferta | In trasferta | In trasferta | In trasferta | Totale | Totale | Totale | Totale | Totale | Totale | DR |
| Competizione      | Punti | G       | V       | N       | P       | Gf      | Gs      | G            | V            | N            | P            | Gf           | Gs           | G      | V      | N      | P      | Gf     | Gs     | DR |
| ----------------- | ----- | ------- | ------- | ------- | ------- | ------- | ------- | ------------ | ------------ | ------------ | ------------ | ------------ | ------------ | ------ | ------ | ------ | ------ | ------ | ------ | -- |
| Serie A           | 36    | 15      | 5       | 8       | 2       | 22      | 11      | 15           | 5            | 8            | 2            | 16           | 13           | 30     | 10     | 16     | 4      | 38     | 24     | 14 |
| Coppa Italia      | -     | 1       | 1       | 0       | 0       | 1       | 0       | 1            | 0            | 0            | 1            | 1            | 3            | 2      | 1      | 0      | 1      | 2      | 3      | −1 |
| Coppa delle Coppe | -     | 3       | 2       | 1       | 0       | 10      | 0       | 3            | 2            | 0            | 1            | 5            | 3            | 6      | 4      | 1      | 1      | 15     | 3      | 12 |
| Totale            | -     | 19      | 8       | 9       | 2       | 33      | 11      | 19           | 5            | 8            | 3            | 22           | 19           | 38     | 15     | 17     | 6      | 53     | 27     | 26 |

### Statistiche dei giocatori
| Giocatore       | Serie A  | Serie A | Serie A     | Serie A    | Coppa Italia | Coppa Italia | Coppa Italia | Coppa Italia | Coppa delle Coppe | Coppa delle Coppe | Coppa delle Coppe | Coppa delle Coppe | Totale   | Totale | Totale      | Totale     |
| Giocatore       | Presenze | Reti    | Ammonizioni | Espulsioni | Presenze     | Reti         | Ammonizioni  | Espulsioni   | Presenze          | Reti              | Ammonizioni       | Espulsioni        | Presenze | Reti   | Ammonizioni | Espulsioni |
| --------------- | -------- | ------- | ----------- | ---------- | ------------ | ------------ | ------------ | ------------ | ----------------- | ----------------- | ----------------- | ----------------- | -------- | ------ | ----------- | ---------- |
| A. Altobelli    | 29       | 11      | ?           | ?          | 2            | 1            | ?            | ?            | 6                 | 7                 | ?                 | ?                 | 37       | 19     | ?           | ?          |
| G. Baresi (I)   | 29       | 3       | ?           | ?          | 2            | 0            | ?            | ?            | 4                 | 0                 | ?                 | ?                 | 35       | 3      | ?           | ?          |
| E. Beccalossi   | 29       | 3       | ?           | ?          | 2            | 0            | ?            | ?            | 4                 | 1                 | ?                 | ?                 | 35       | 4      | ?           | ?          |
| G. Bini         | 27       | 0       | ?           | ?          | 2            | 0            | ?            | ?            | 6                 | 0                 | ?                 | ?                 | 35       | 0      | ?           | ?          |
| I. Bordon (I)   | 30       | -24     | ?           | ?          | 2            | -3           | ?            | ?            | 6                 | -3                | ?                 | ?                 | 38       | -30    | ?           | ?          |
| N. Canuti       | 23       | 0       | ?           | ?          | 1            | 0            | ?            | ?            | 4                 | 0                 | ?                 | ?                 | 28       | 0      | ?           | ?          |
| O. Chierico     | 12       | 0       | ?           | ?          | 1            | 0            | ?            | ?            | 4                 | 1                 | ?                 | ?                 | 17       | 1      | ?           | ?          |
| A. Fedele       | 20       | 0       | ?           | ?          | 2            | 0            | ?            | ?            | 5                 | 2                 | ?                 | ?                 | 27       | 2      | ?           | ?          |
| S. Fontolan (I) | 13       | 0       | ?           | ?          | 2            | 0            | ?            | ?            | 3                 | 0                 | ?                 | ?                 | 18       | 0      | ?           | ?          |
| G. Marini       | 29       | 1       | ?           | ?          | 2            | 0            | ?            | ?            | 6                 | 0                 | ?                 | ?                 | 37       | 1      | ?           | ?          |
| C. Muraro       | 27       | 11      | ?           | ?          | 2            | 0            | ?            | ?            | 6                 | 3                 | ?                 | ?                 | 35       | 14     | ?           | ?          |
| L. Occhipinti   | 1        | 0       | ?           | ?          | -            | -            | -            | -            | -                 | -                 | -                 | -                 | 1        | 0      | 0+          | 0+         |
| G. Oriali       | 28       | 4       | ?           | ?          | 2            | 0            | ?            | ?            | 6                 | 0                 | ?                 | ?                 | 36       | 4      | ?           | ?          |
| G. Pasinato     | 28       | 2       | ?           | ?          | 2            | 0            | ?            | ?            | 4                 | 0                 | ?                 | ?                 | 34       | 2      | ?           | ?          |
| A. Scanziani    | 23       | 2       | ?           | ?          | 1            | 0            | ?            | ?            | 6                 | 1                 | ?                 | ?                 | 30       | 3      | ?           | ?          |
| A. Serena       | 2        | 1       | ?           | ?          | -            | -            | -            | -            | 2                 | 0                 | ?                 | ?                 | 4        | 1      | 0+          | 0+         |
| R. Tricella     | 4        | 0       | ?           | ?          | -            | -            | -            | -            | 3                 | 0                 | ?                 | ?                 | 7        | 0      | 0+          | 0+         |

## Giovanili

Alberto Torresin, portiere della formazione Primavera che raggiunge la quarta finale consecutiva di coppa.

### Piazzamenti
- Primavera:
  - Campionato: ?
  - Coppa Italia: finale
  - Torneo di Viareggio: quarti di finale